# Салин (округ, Арканзас)
Сали́н (англ. Saline County) — округ, расположенный в штате Арканзас, США с населением в 83 529 человек по статистическим данным переписи 2000 года. Столица округа находится в крупнейшем городе Бентон.
Округ Салин был образован 2 ноября 1835 года и получил своё имя по названию солёных подземных источников, действовавших на территории округа.
В округе Салин действует запрет на оборот алкогольной продукции, поэтому Салин входит в список так называемых «сухих» округов страны.

## География
По данным Бюро переписи населения США округ Салин имеет общую площадь в 1891 квадратный километр, из которых 1873 кв. километра занимает земля и 18 кв. километров — вода. Площадь водных ресурсов округа составляет 0,96 % от всей его площади.

### Соседние округа
- Перри — северо-запад
- Пьюласки — северо-восток
- Грант — юго-восток
- Хот-Спринг — юго-запад
- Гарленд — запад

## Демография

Диаграмма распределения населения округа по возрастным диапазонам. Данные переписи населения 2000 года

По данным переписи населения 2000 года в округе Салин проживало 83 529 человек, 24 500 семей, насчитывалось 31 778 домашних хозяйств и 33 825 жилых домов. Средняя плотность населения составляла 47 человек на один квадратный километр. Расовый состав округа по данным переписи распределился следующим образом: 95,27 % белых, 2,20 % чёрных или афроамериканцев, 0,49 % коренных американцев, 0,57 % азиатов, 0,03 % выходцев с тихоокеанских островов, 1,00 % смешанных рас, 0,45 % — других народностей. Испано- и латиноамериканцы составили 1,30 % от всех жителей округа.
Из 31 778 домашних хозяйств в 35,40 % — воспитывали детей в возрасте до 18 лет, 63,80 % представляли собой совместно проживающие супружеские пары, в 9,70 % семей женщины проживали без мужей, 22,90 % не имели семей. 19,60 % от общего числа семей на момент переписи жили самостоятельно, при этом 7,50 % составили одинокие пожилые люди в возрасте 65 лет и старше. Средний размер домашнего хозяйства составил 2,57 человека, а средний размер семьи — 2,94 человека.
Население округа по возрастному диапазону по данным переписи 2000 года распределилось следующим образом: 25,50 % — жители младше 18 лет, 7,70 % — между 18 и 24 годами, 30,20 % — от 25 до 44 лет, 24,20 % — от 45 до 64 лет и 12,50 % — в возрасте 65 лет и старше. Средний возраст жителей округа составил 37 лет. На каждые 100 женщин в округе приходилось 98,10 мужчины, при этом на каждых сто женщин 18 лет и старше приходилось 95,30 мужчины также старше 18 лет.
Средний доход на одно домашнее хозяйство в округе составил 42 569 долларов США, а средний доход на одну семью в округе — 48 717 долларов. При этом мужчины имели средний доход в 32 052 доллара США в год против 23 294 долларов США среднегодового дохода у женщин. Доход на душу населения в округе составил 19 214 долларов США в год. 5,00 % от всего числа семей в округе и 7,20 % от всей численности населения находилось на момент переписи населения за чертой бедности, при этом 8,80 % из них были моложе 18 лет и 7,30 % — в возрасте 65 лет и старше.

## Главные автодороги
- I-30
- I-530
- US 65
- US 67
- US 70
- US 167
- AR 5
- AR 9
- AR 35

## Населённые пункты

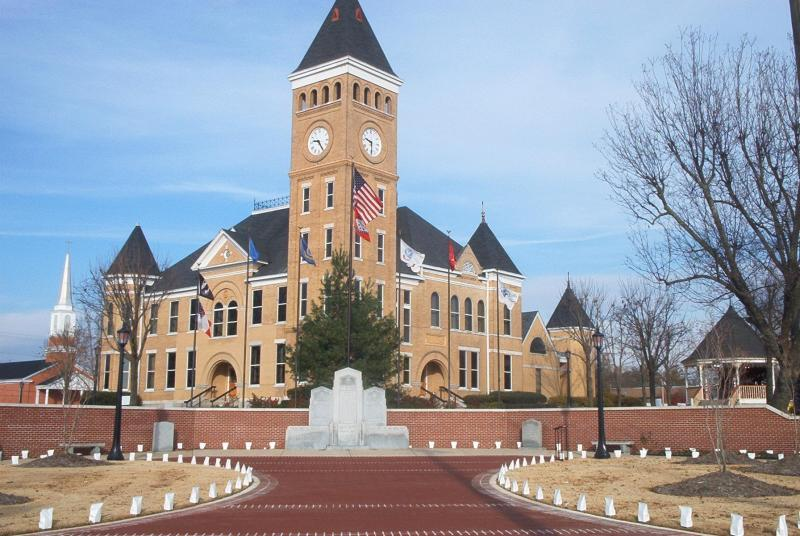
Здание окружного суда в городе Бентон

- Боксайт
- Бентон
- Брайант
- Ист-Энд
- Хаскелл
- Хот-Спрингс-Вилидж
- Сейлем
- Шеннон-Хилс
- Трасквуд
- Брукс
- Лейксайд
- Оуэнсвилл